# Paradijskerk
De Paradijskerk is een oudkatholiek kerkgebouw aan de Nieuwe Binnenweg in Rotterdam.

## Geschiedenis

### Van huiskapel naar schuilkerk

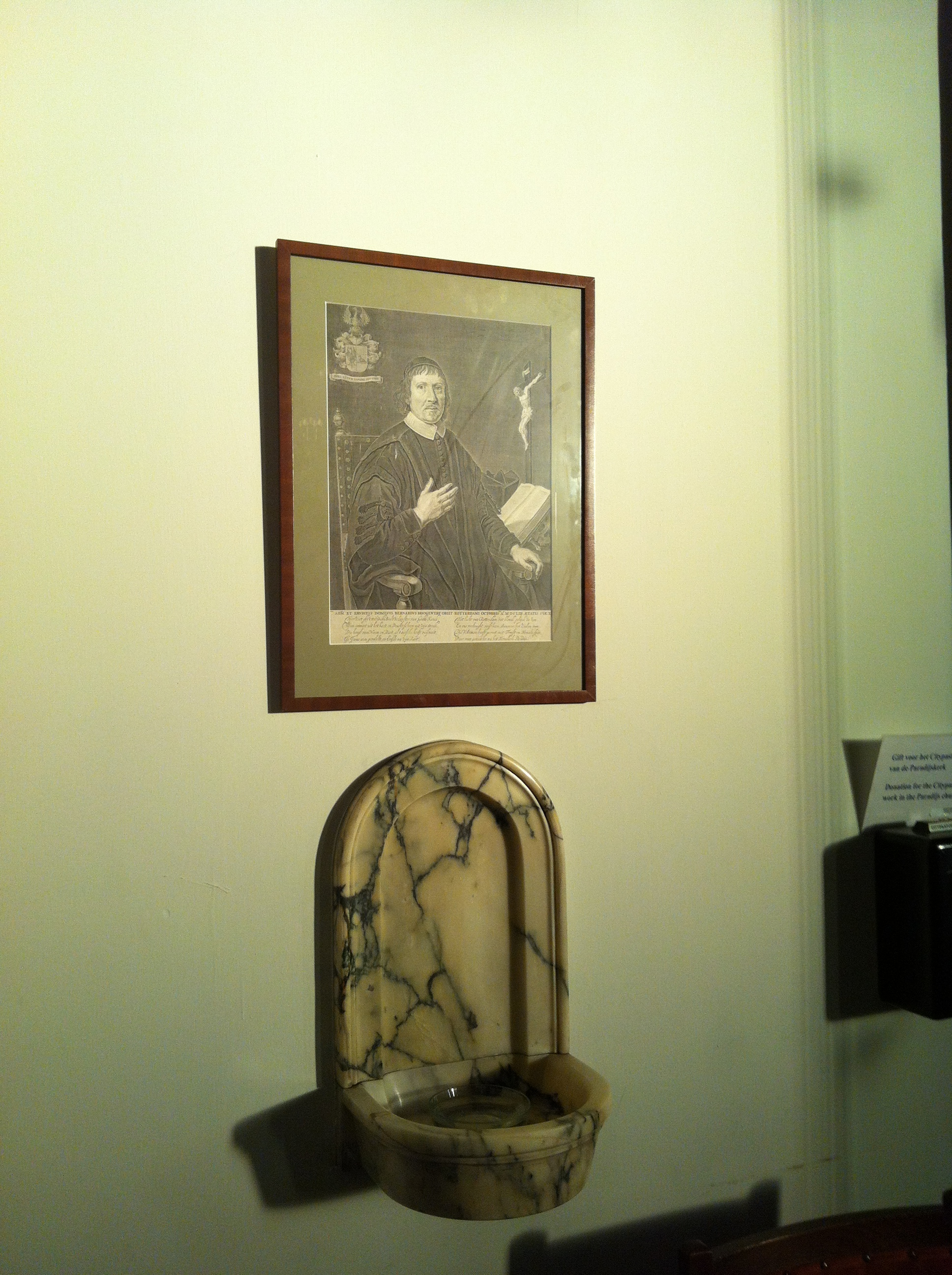
Pentekening van stichter Bernardus Hoogewerff in de Paradijskerk

In 1647 stichtte kapelaan Bernardus Hoogewerff een nieuwe kerkplek in Rotterdam, omdat de schuilkerk aan de Oppert (HH. Laurentius en Maria Magdalena of Oppertse Kerk) te klein was geworden. Hij deed dit in zijn geboortehuis genaamd Het Paradijs, gelegen in de oude binnenstad tussen de Slijkvaart (later Lange Torenstraat) en de Delftsevaart, niet ver van de St. Laurenskerk. De kerk werd gewijd aan Petrus en Paulus, en stond in het begin ten dienste van de klopjes, maar werd later in 1649 door Philippus Rovenius erkend als een zelfstandige gemeente.
In 1718 werd aan de Lange Torenstraat op de plaats van een te klein geworden kapel een nieuwe schuilkerk gebouwd die een jaar later gereed kwam. De kerk werd ingericht met beeldhouwwerken van Alexander Dominicus Pluskens.
Bij het Utrechts schisma van 1723 koos de parochie samen met haar zusterparochie van de Oppertse Kerk de kant van het Utrechtse kapittel, waardoor zij ging behoren tot de Oud-Bisschoppelijke Clerezie (later Oud-Katholieke Kerk van Nederland).
Pas toen het gebouw in 1901 een nieuwe voorgevel kreeg was het van buitenaf als kerk herkenbaar.

### Nieuwbouw
In 1907 werden er verzakkingen en vermolming van het hout van de galerijen geconstateerd waarna de kerk wegens bouwvalligheid niet meer gebruikt kon worden. Men besloot naar ontwerp van architect Petrus Augustinus Weeldenburg aan de Nieuwe Binnenweg een nieuw kerkgebouw te doen verrijzen. In 1908 werd met de bouw begonnen en in op 30 juni 1910 werd de nieuwe kerk geconsacreerd door mgr. N.B.P. Spit, bisschop van Deventer en pastoor van de Paradijskerk.

## Torens en gevel
De kerk valt op door zijn twee torens in barokstijl die beide 50 meter hoog zijn. Slechts in de rechter toren bevinden zich luidklokken. De eerste klok is in 1960 door parochianen geschonken bij het vijftigjarig bestaan van de Paradijskerk. Tot die tijd had de kerk geen klokken. De vier luidklokken worden met de hand geluid.
| Nr. | Naam             | Slagtoon | Diameter (cm) | Gewicht (kg) | Gieter    | Gietjaar | As        |
| --- | ---------------- | -------- | ------------- | ------------ | --------- | -------- | --------- |
| 1   | Petrus en Paulus | a1       | 92            | 479          | Eijsbouts | 1960     | Krukas    |
| 2   | Laurentius       | cis2     | 76,7          | 287          | Eijsbouts | 1999     | Rechte as |
| 3   | Maria Magdalena  | e2       | 66            | 190          | Eijsbouts | 1999     | Rechte as |
| 4   | Jakobus maior    | fis2     | 60            | 147          | Eijsbouts | 1999     | Rechte as |

Boven de hoofdingang bevindt zich een standbeeld van een engel van de hand van Simon Miedema, die gastvrij haar armen uitsteekt. Daaronder staat de Bijbeltekst Vrede zij ulieden (vgl. Johannes 20, 19-23). In de geveltop is onder het kruis een mozaïek aangebracht dat de zegening der kinderen door Jezus uitbeeldt.

## Interieur

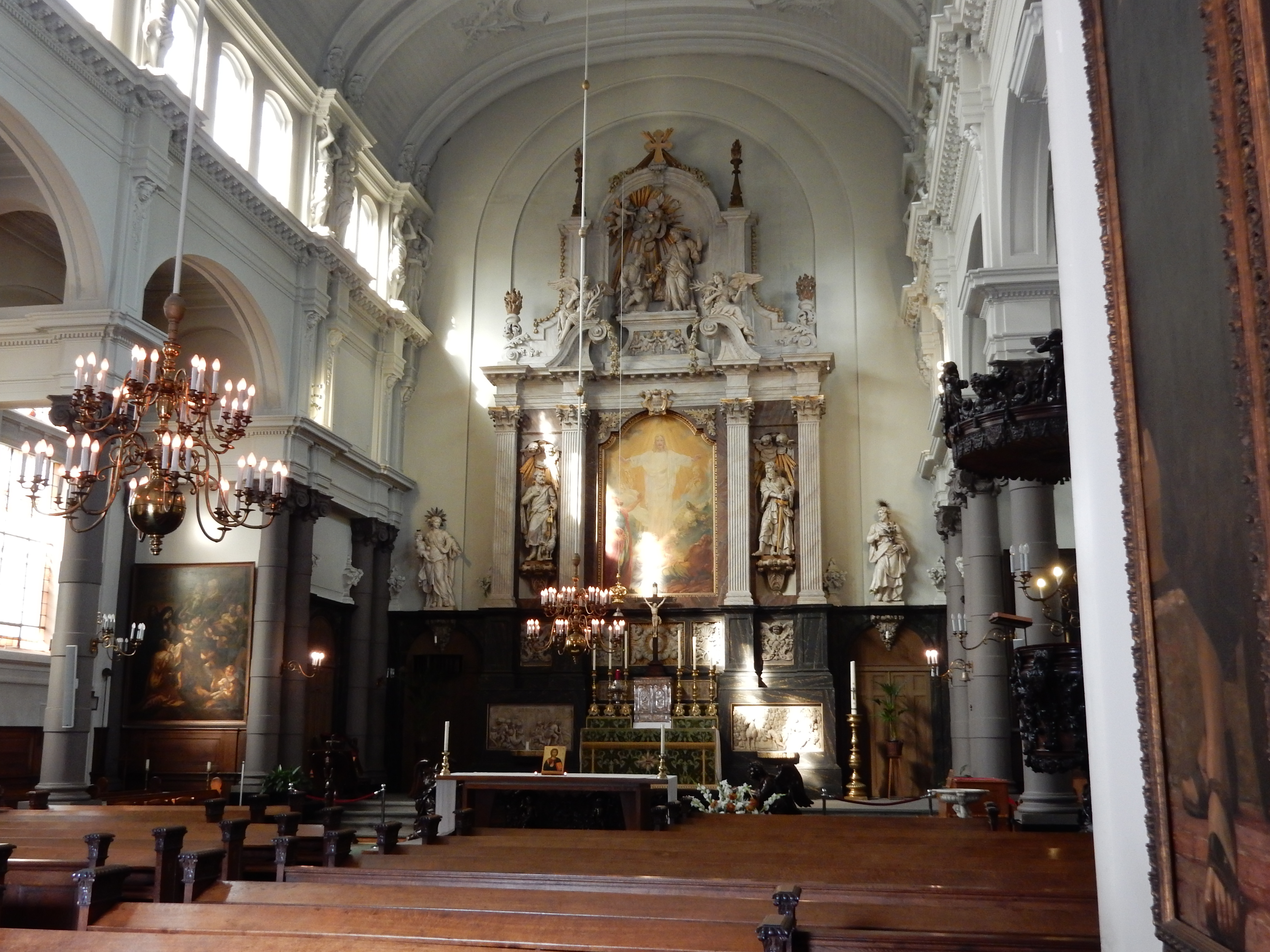
Interieur Paradijskerk Rotterdam

De kerk heeft glas-in-loodramen die allemaal in 1910 vervaardigd zijn door de Brusselse glazenier Louis Struys. De afbeeldingen in de ramen zijn van de heiligen Petrus, Johannes, Paulus, Willibrord, Thomas a Kempis, en Augustinus.
Het achttiende-eeuwse interieur van de oude kerk, waaronder het portiekaltaar, het orgel, de kansel, het tabernakel en de communiebank werd gebruikt voor de aankleding van het nieuwe gebouw. Het beeldhouwwerk van het altaar, de kansel, de communiebank en delen van het orgel is vervaardigd door de Vlaamse beeldhouwer Alexander Dominicus Pluskens.
Het altaarschilderij, dat de transfiguratie van Christus voorstelt, is bij de verhuizing naar de nieuwe kerk vervangen. Het nieuwe schilder werd voor de Paradijskerk vervaardigd door Huib Luns.
Bij de bouw van de huidige kerk zijn de galerijen weggelaten waardoor de huidige kerkzaal een bredere indruk maakt dan de vorige.
Bij het bombardement op Rotterdam in mei 1940 gingen in het centrum van de stad vrijwel alle kerken verloren, maar de Paradijskerk bleef gespaard. Het gebouw is daardoor de enige overgebleven Rotterdamse kerk met een barokinterieur.

## Orgel

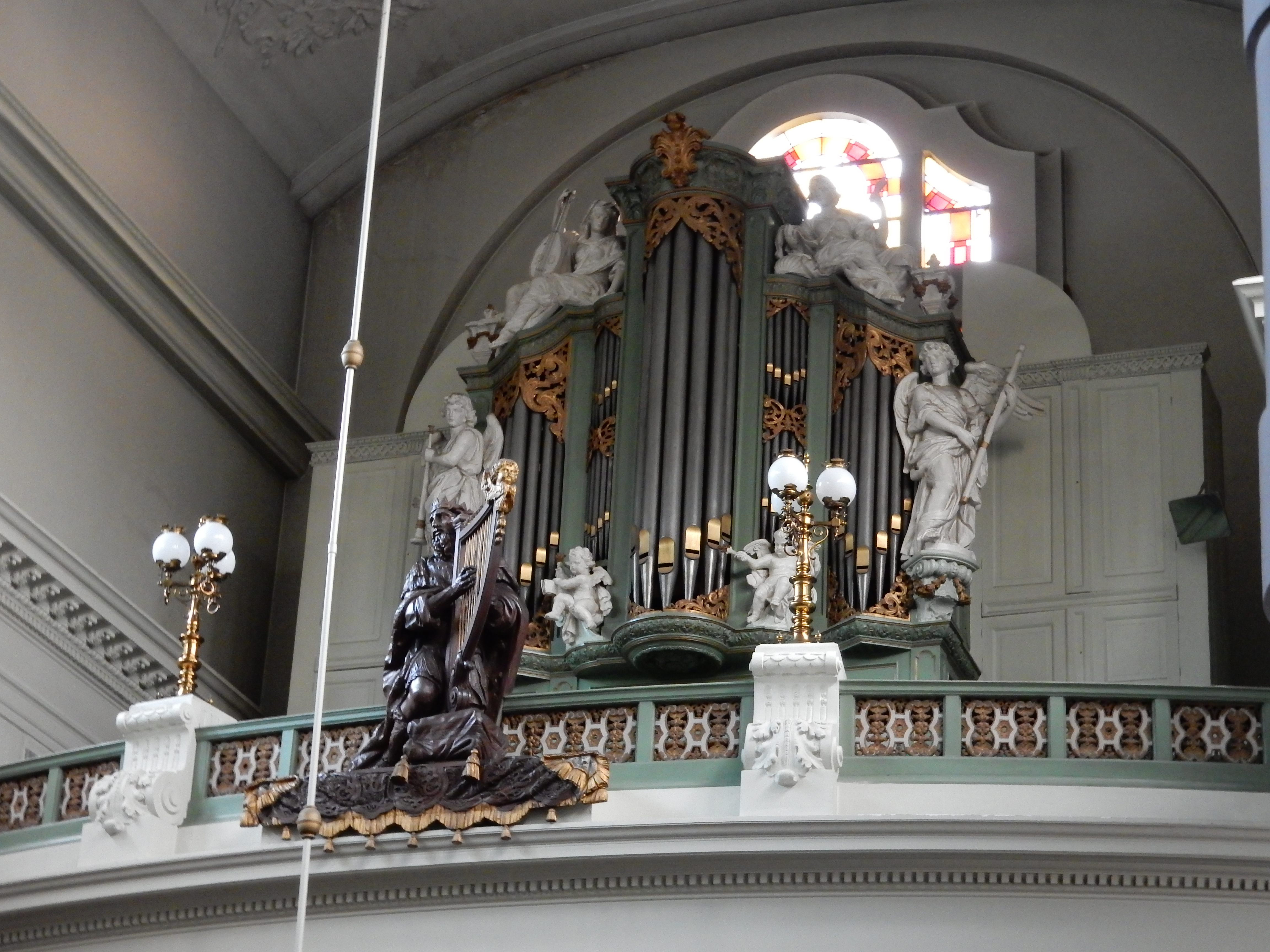
Verhofstad/Witte-orgel Paradijskerk Rotterdam

### Geschiedenis

#### Bouw
Bij de bouw van dit orgel in 1858 maakt Christian Gottlieb Friedrich Witte gebruik van de bestaande oude orgelkas en handhaaft hij ook een deel van het bestaande pijpwerk van de Gemertse orgelbouwer Matthijs Verhofstadt.
De kas van het orgel dateert uit 1721, toen Verhofstadt een nieuw orgel voor de vorige Paradijskerk leverde en is ontworpen door de Vlaamse beeldhouwer Alexander Dominicus Pluskens. Hierdoor wijkt de kas sterk af van het gebruikelijke Verhofstadt-type.
De ronde middentoren wordt geflankeerd door naar achteren weglopende gedeelde convexe zijvelden. De spitse zijtorens met hun aflopende bovenlijsten zijn voor die tijd in Nederland zeer ongebruikelijk. De ornamentiek verwijst naar het werk van Daniel Marot.
Pluskens vervaardigde ook de beelden en is ook verantwoordelijk voor andere beeldhouwwerken in de Paradijskerk.

#### Verhuizing en wijzigingen
In 1907 wordt het orgel verwijderd uit de toenmalige Paradijskerk, omdat deze kerk wegens bouwvalligheid wordt gesloten. Drie jaar later plaatst Firma J. de Koff het orgel over naar de dan zojuist voltooide nieuwe Paradijskerk aan de Nieuwe Binnenweg in Rotterdam.
Bij die gelegenheid wordt de orgelkas dieper gemaakt en krijgt het bovenwerk een zwelkast en een Gemshoorn 8' op een aparte pneumatische lade. De Quint 3' van het hoofdwerk wordt vervangen door een Viola d’Amour 8'.
In 1914 plaatst De Koff een regulateur. In 1927 voorziet hij het orgel van een nieuwe (mechanische) vrijstaande speeltafel die enkele meters vóór het orgel wordt geplaatst; de oude klaviatuur verdwijnt. Aan de dispositie wordt een koppeling Ped-BW toegevoegd en op het BW wordt, op de lade van de Gemshoorn, nog een Voix Céleste 8' toegevoegd.

#### Restauraties
In 1972/73 voert de firma Verschueren (Heythuysen) een algehele restauratie uit, waarbij de toestand van 1858 als uitgangspunt geldt.
De speeltafel uit 1927 wordt verwijderd en de klaviatuur en mechanieken op de oorspronkelijke plaats gereconstrueerd. De kas wordt naar de oorspronkelijke diepte teruggebracht en de zwelkast van het bovenwerk verwijderd. De windladen worden gerestaureerd en de dispositie gewijzigd. Op het hoofdwerk worden de registers Viola d’Amour 8' en Woudfluit 2' vervangen door een nieuwe Quint 3' en een nieuwe Octaaf 2' en wordt de samenstelling van de Cornet gewijzigd. Op het bovenwerk vervallen de registers Gemshoorn 8' en Voix Céleste 8' en wordt de Prestant 8' opgeschoven tot Prestant 4'. Tevens wordt hier de oude Woudfluit 2' van het hoofdwerk geplaatst.
In het orgel staat veel achttiende-eeuws pijpwerk. Registers als Bourdon 16' (discant), Prestant 8', Roerfluit 8', Octaaf 4', Fluit 4', Mixtuur en Trompet (bekers) van het HW; Holfluit 8' en Woudfluit 2' van het BW alsmede Octaaf 8' en Fluit 8' van het Ped. Het overige pijpwerk stamt grotendeels uit 1858 met uitzondering van de Quint 3' en de Octaaf 2' (HW) alsmede de Prestant 4' (BW).

### Dispositie
De dispositie van het orgel is als volgt:
| Hoofdwerk C–f3 |       |
| Bourdon        | 16′   |
| Prestant       | 8′    |
| Roerfluit      | 8′    |
| Octaaf         | 4′    |
| Fluit          | 4′    |
| Quint          | 3′    |
| Octaaf         | 2′    |
| Mixtuur basc.  | 3 st. |
| Cornet disc.   | 5 st. |
| Trompet        | 8′    |

| Bovenwerk C–f3 |    |
| Holfluit       | 8′ |
| Viola          | 8′ |
| Prestant       | 4′ |
| Roerfluit      | 4′ |
| Woudfluit      | 2′ |
| Dulciaan       | 8′ |

| Pedaal C-d1 |     |
| Subbas      | 16’ |
| Octaaf      | 8′  |
| Fluit       | 8′  |
| Trombone    | 8’  |

- koppeling HW-BW
- koppeling Ped-HW
- koppeling Ped-BW

## Geestelijken
De volgende mensen werkten als voorgangers in de Paradijskerk:
- Bernardus Moldijk (1647–1648)
- Johannes van Oyen (1649–1652)
- Adrianus van Oudheusden (1652–1682)
- Hugo Franciscus Gael (1682–1693)
- Petrus van Kuyk (1693–1717)
- Johannes van Beek (1717–1751)
- Matthias Theodorus Hachten (1751–1752)
- Franciscus de Haan (1752–1766)
- Cornelius Kas (1766–1792)
- Gijsbertus de Jong, Bisschop van Deventer (1792–1824)
- Gerardus Spit (1824–1859)
- Johannes Verhey (1859–1884)
- Nicolaus Bartholomeus Petrus Spit, Bisschop van Deventer (1884–1922)
- Petrus Johannes van Buuren (1922–1945)
- Franciscus Timotheüs van der Steen (1945–1949)
- Johannes Adrianus Jan van Zanten (1949–1953)
- Gerhardus Anselmus van Kleef (1953–1967), daarna Bisschop van Haarlem
- Jan Bergers (1968–1970)
- George Johan Blom (1970–1974)
- Frederik Smit (1974–1980)
- Jacob Spaans (1980–1983)
- Antonius Jan Glazemaker, Aartsbisschop van Utrecht (1984)
- Willem Albert Eman (1985)
- Jan Nieuwenhuizen (1985–1993)
- Wietse Berend van der Velde (1993–2002)
- Franciscus Antonius van Sark (2003–2008)
- Pieter van Tilburg (2008–2012)
- Hans de Rie (2012-2022)
- Bruce Rienstra (sinds 2022)

## Gebruik
De kerk is eigendom van en in gebruik bij de oudkatholieke parochie van de HH. Petrus en Paulus. Van 1968 tot en met 2015 werd het kerkgebouw gehuurd door de voormalige rooms-katholieke Sint Josephparochie. Deze parochie is 1 januari 2014 samen met andere 3 parochies opgegaan in de parochie Heilige Johannes de Evangelist. In het weekend van 17 en 18 januari 2014 werd bekendgemaakt dat de Johannesparochie het huurcontract met de Paradijskerk had opgezegd en dat de kerklocatie St. Joseph werd opgeheven.